# 石谷清亮
石谷 清亮（いしがや きよみつ）は、江戸時代の旗本。

## 生涯
寛永10年8月15日（1633年）、御小姓組の番士となる。寛永20年6月9日（1643年）、進物の役となる。明暦2年12月21日（1657年）、父の石谷清正の跡を継ぐ。万治3年12月31日（1661年）、以前に増上寺の知恩院の庵室を作るときに奉行した褒賞として、時服三領、黄金二枚を賜る。寛文3年（1663年）、進物の役を解かれる。寛文8年（1668年）、京極高盛が但馬国豊岡へ転封となり、寛文8年7月1日（1668年）、同地に命令を受けて行く。寛文11年2月（1671年）、屋敷改めを務め、延宝元年7月7日（1673年）、この職を解かれる。貞享元年11月25日（1684年）番士を辞し、小普請となる。元禄7年7月10日（1694年）、致仕する。